# Ruslan Labazànov
Ruslan Khamídovitx Labazànov (en rus: Русла́н Хами́дович Лабаза́нов) va ser un militar i cabdill mafiós txetxè, que formà part de la Guàrdia Nacional Txetxena a la República Txetxena d'Itxkèria de Djokhar Dudàiev, fins que aquest va dissoldre el Parlament el 1993, i aleshores organitzà una facció paramilitar de l'oposició que controlà alguns districtes de Txetxènia. Relacionat durant tota la seva vida amb activitats organitzades d'extorsió, assassinat i tràfic d'armes, va ser considerat un destacat líder del crim organitzat txetxè. Va ser assassinat el 1996.
Labazànov, com molts dels seus compatriotes, va néixer el 1967 a l'exili del poble txetxè a l'RSS del Kazakhstan, i era membre del teip Nokhtx-Keloi. De jove es convertí en un expert en arts marcials, i va exercir com a instructor a l'Exèrcit soviètic. Posteriorment, va iniciar una carrera criminal reincident i es convertí en un gàngster de cèlebre caràcter violent. El 1990, va ser condemnat per assassinat a Rostov del Don, però va fugir de la presó un any més tard. Es convertí em membre de la guàrdia de Djokhar Dudàiev, essent capità del Guàrdia Nacional Txetxena. El 1993, després de la dissolució del Parlament i la instauració d'una règim presidencialista per part de Dudàiev, Ruslan Labazànov va unir-se al corrent opositor que van encapçalar Omar Avturkhànov, Jaragi Mamodajev i Beslan Gantamirov (ex-alcalde de Grozni), i que va pretendre enderrocar Dudàiev. Després de violents combats a Grozni, on lluità al costat del mafiós Nicolai Suleimanov, Labazànov marxà amb el seu grup paramilitar i es va fer fort als districtes de Vedenski i Xalinski. El setembre de 1994 va haver de marxar d'Argun en ser atacat per les forces governamentals txtxenes. Va fracassar en l'intent de prendre Grozni el novembre de 1996, en un atac que comptava amb el suport de l'exèrcit rus.